# Kalāb-e Vosţá
Kalāb-e Vosţá (persiska: کلاب وسطی) är en ort i Iran.   Den ligger i provinsen Kohgiluyeh och Buyer Ahmad, i den centrala delen av landet, 500 km söder om huvudstaden Teheran. Kalāb-e Vosţá ligger 1 337 meter över havet och antalet invånare är 106.
Terrängen runt Kalāb-e Vosţá är kuperad söderut, men norrut är den bergig.Runt Kalāb-e Vosţá är det ganska glesbefolkat, med 47 invånare per kvadratkilometer. Närmaste större samhälle är Dīshmūk, 18,6 km nordväst om Kalāb-e Vosţá. Omgivningarna runt Kalāb-e Vosţá är i huvudsak ett öppet busklandskap.